# Marco Antônio
Pour le footballeur né en 1963, voir Marco Antônio (football, 1963).
 Marco Antônio Feliciano, ou simplement Marco Antônio, est un footballeur brésilien né le 6 février 1951 à Santos (Brésil). 
Il a joué au poste de latéral gauche, notamment avec Fluminense FC. Il a remporté la coupe du monde en 1970 avec l’équipe du Brésil

## Carrière

### Carrière en équipe nationale
Il a eu 38 sélections dans l’équipe du Brésil.
Il a remporté la coupe du monde de 1970 avec l’équipe du Brésil (deux matches joués). Il a participé aussi à la coupe du monde de 1974.

## Palmarès
- Vainqueur de la coupe du monde en 1970 avec l’équipe du Brésil

- Champion de l'État de Rio de Janeiro en 1969, 1971, 1973, 1975 avec Fluminense FC, et en 1977 avec Vasco de Gama
- Vainqueur de la coupe Guanabara en 1969, 1971 avec Fluminense FC
- Vainqueur de la coupe Roca en 1971 et 1976 avec Fluminense FC
- Champion du Brésil en 1970 avec Fluminense FC

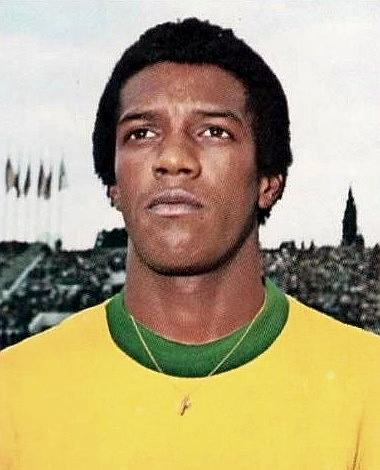
Marco Antônio en 1974.